# Ipomoea carnea
Ipomoea carnea är en vindeväxtart som beskrevs av Nikolaus Joseph von Jacquin. Ipomoea carnea ingår i släktet praktvindor, och familjen vindeväxter.

## Underarter
Arten delas in i följande underarter:
- I. c. carnea
- I. c. fistulosa

## Bildgalleri

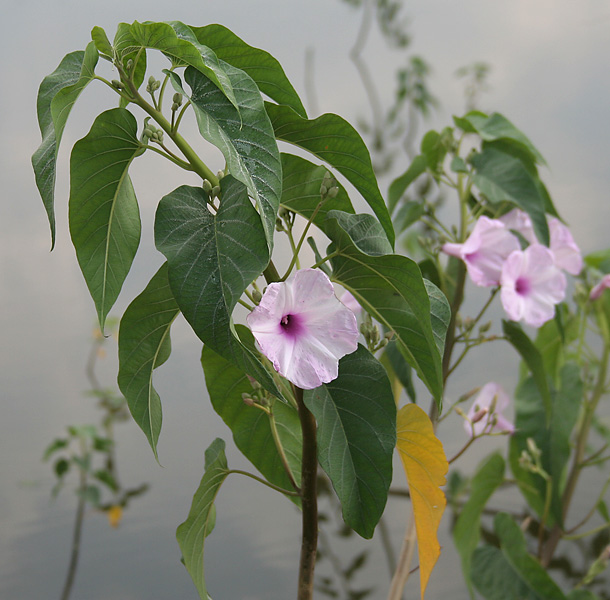
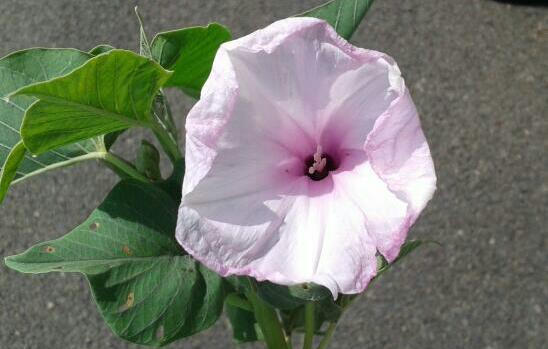
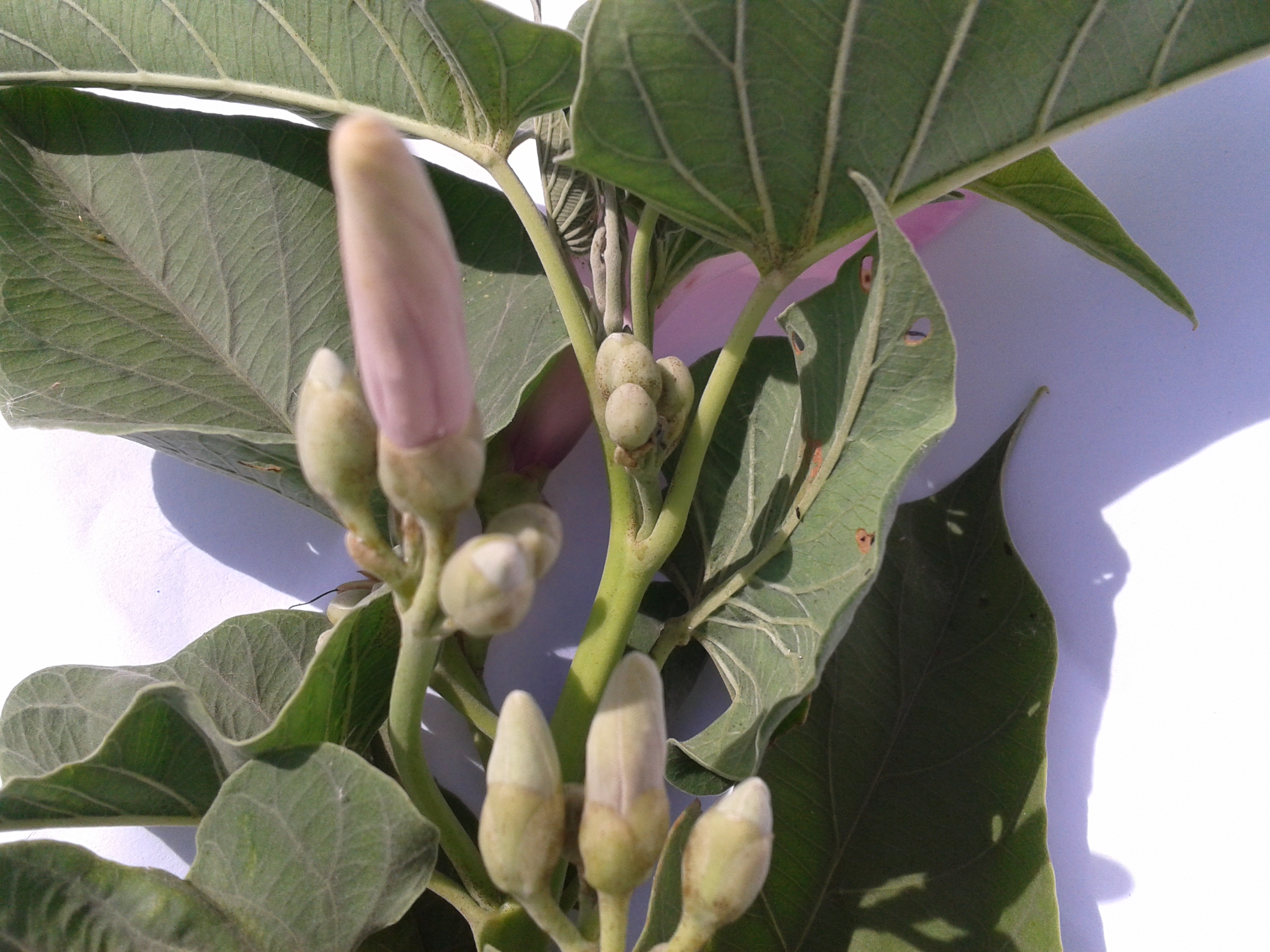